# قادر أباد (فارس)
قادر أباد (بالفارسية: قادرآباد) هي مدينة تقع في محافظة فارس في إيران. هذه المدينة هي مركز قضاء مشهد-مرغاب وتقع على بعد 140 كم شمال شيراز و15 كم من قبر كوريش بوزور. يقدر عدد سكانها بـ 14,095 نسمة .